# Snoopy vs. the Red Baron (canción)
«Snoopy vs. the Red Baron» («Snoopy contra el Barón Rojo», en español) es una canción novedad escrita por Phil Gernhard y Dick Holler y grabada en 1966 por el grupo pop de Florida The Royal Guardsmen. La canción fue grabada en el estudio Charles Fuller Productions en Tampa, Florida, y fue lanzada como sencillo en Laurie Records. Debutando en el número 122 en Bubbling Under Hot 100 Singles el 10 de diciembre de 1966, el sencillo ascendió al número 30 el 17 de diciembre de 1966, ascendiendo nuevamente al número 7 el 24 de diciembre de 1966, y alcanzando su puesto más alto en el número 2 del Hot 100 en la semana del 31 de diciembre de 1966 (detrás de The Monkees y su canción «I'm a Believer»); ocupó el puesto número 6 en la lista Record Retailer (Reino Unido) en febrero de 1967; fue número 1 en Australia durante 5 semanas desde febrero de 1967; y número 1 por 3 semanas en Canadá. En el Hot 100, «I'm a Believer» en el número 1 impidió que «Snoopy vs. the Red Baron» en el número 2 alcanzara la cima del Hot 100 desde el 31 de diciembre de 1966 hasta el 21 de enero de 1967, tras lo cual «Snoopy vs. the Red Baron» cayó en la lista mientras «I'm Believer» se mantuvo como número 1 durante otras 3 semanas. La canción vendió cerca de tres millones de copias.
The Royal Guardsmen pasó a grabar varias otras canciones con el tema de Snoopy, incluidos dos continuaciones de «Snoopy vs. the Red Baron» —«El Regreso del Barón Rojo» (El regreso del barón rojo) y «Snoopy's Christmas» (La Navidad de Snoopy)— junto con otros temas como «Snoopy for President». En 2006 lanzaron «Snoopy vs. Osama».

## Antecedentes
«Snoopy vs. the Red Baron» se inspiró en la tira cómica Peanuts de Charles Schulz, que presentaba una historia recurrente de Snoopy imaginándose a sí mismo en el papel de un aviador de la Primera Guerra Mundial (y su caseta de perro, un avión de combate Sopwith Camel) luchando contra el Barón Rojo. La canción fue lanzada aproximadamente un año después de que apareciera la primera tira cómica con Snoopy luchando contra el Barón Rojo el domingo 10 de octubre de 1965. Schulz y United Features Syndicate demandaron a The Royal Guardsmen por usar el nombre Snoopy sin permiso ni licencia publicitaria. The Royal Guardsmen, por su parte, apostaron por grabar una versión alternativa de la canción, llamada «Squeaky vs. the Black Knight»; algunas copias de esta versión fueron publicadas por Laurie Records en Canadá. United Features Syndicate ganó la demanda, estableciendo la condena que todos los ingresos por publicación de la canción fuesen ingresados a ellos. Schulz, no obstante, permitió que el grupo escribiera más canciones de Snoopy.
La canción comienza con un comentario de fondo en falso alemán: «¡Achtung! Jetzt wir singen zusammen die Geschichte über den Schweinköpfigen Hund und den lieben Red Baron», que es una mala traducción deliberada del inglés: «¡Atención! Ahora cantaremos juntos la historia de ese perro con cabeza de cerdo [Snoopy] y el amado Barón Rojo» y cuenta con el sonido de un sargento alemán contando de uno en uno («eins, zwei, drei, vier», después del primer verso) y un sargento estadounidense contando de cuatro en cuatro (después del segundo verso); un avión de combate; ametralladoras; y un avión en picado (al final del último verso). Del minuto 1:46 al 1:54 la canción cita una variante de los acordes instrumentales de la versión de The McCoys de «Hang On Sloopy». En la grabación original de «Snoopy vs. the Red Baron», la letra «Hang on Snoopy, Snoopy hang on» se cantaba en este punto. Esta táctica dio lugar a algunas especulaciones iniciales de que The Royal Guardsmen eran The McCoys con otro nombre. Antes del lanzamiento, esta letra se eliminó para evitar problemas de derechos de autor.
El coro de la canción se refiere al «maldito Barón Rojo». Como «bloody» (sangriento, en español) se considera un insulto leve en Australia y en algunos otros países de habla inglesa, la palabra fue censurada (mediante un pitido) para la transmisión de radio en Australia durante la década de 1960.

## Otros lanzamientos y versiones de portada
Un raro disco promocional (solo se publicaron 1000, con la etiqueta «Omnimedia») para la rama publicitaria de Charles Fuller Productions incluía la letra eliminada «Hang on Snoopy». Es un disco de 7 pulgadas de dos caras que se reproduce a 33-1/3 RPM.
La canción apareció como una versión de portada en un álbum infantil de The Peter Pan Pop Band & Singer con el mismo nombre a principios de la década de 1970.
En 1976 el grupo The Irish Rovers hizo una versión de esta canción en su álbum de estudio infantil The Children of the Unicorn bajo el sello de K-Tel International. Fue el décimo segundo álbum de este grupo de música folklórica irlandesa.
En 1973, un grupo llamado The Hotshots! alcanzó el número 4 en la lista de sencillos del Reino Unido con su versión de la canción, interpretada en estilo ska.
En 1967, el cantante italiano Giorgio Gaber grabó una versión italiana de esta canción, «Snoopy contro il Barone Rosso». También grabó una versión en español, «Snoopy contra el Barón Rojo», con letra muy similar a su versión italiana.
También en 1967, la banda española Los Mustang grabó una versión diferente en español, también titulada «Snoopy contra el Barón Rojo», con letra diferente a la versión de Gaber.
Ese mismo año 1967, el cantante brasileño Ronnie Von grabó una versión, «Soneca contra o Barão Vermelho», siendo Snoopy conocido en Brasil como Xereta («Snoopy» en portugués) o Soneca («snooze») en las ediciones locales de la tira cómica de Schulz.
En 1977, una banda finlandesa Kontra grabó una versión en finés titulada «Ressu ja Punainen Parooni». Fue lanzado como cara B de su sencillo debut «Aja hiljaa isi» (Love Records LRS 2185).
En 2003, una banda llamada The Staggers lanzó una versión de hard rock de la canción.
La canción inspiró el título de la novela de Kim Newman The Bloody Red Baron (1995). El libro presenta tanto al Barón Rojo como a Snoopy, aunque este último no tiene nombre deliberadamente para evitar problemas de derechos de autor.
En 2015, Dick Holler, uno de los autores de la letra original de la canción lanzada en 1966, grabó una versión de la misma junto con varios miembros de su familia durante una reunión familiar en Berkeley, California.
La canción aparece brevemente hacia el final de la película Once Upon a Time... in Hollywood de Quentin Tarantino de 2019.